# Slow (Lied)
Slow ist ein Dance-Pop-Song der australischen Sängerin Kylie Minogue aus ihrem neunten Studioalbum Body Language (2003) und war die erste Singleauskoppelung des Albums.

## Kommerzieller Erfolg

### Chartplatzierungen
Slow wurde am 3. November 2003 im Vereinigten Königreich veröffentlicht. Das Lied wurde Minogues siebter Nummer-eins-Hit und debütierte auf der Spitzenposition der britischen Singlecharts. Doch obwohl Slow ein Nummer-eins-Hit in Großbritannien wurde, wurden für die Spitzenposition lediglich 43.000 Exemplare verkauft. Außerhalb von Großbritannien war das Lied auch erfolgreich. Es erreichte Nummer eins in Australien und wurde Minogues neunter Nummer-eins-Hit in den ARIA Charts. Darüber hinaus wurde Slow in Australien mit Platin für 70.000 verkaufte Exemplare ausgezeichnet. In Europa erreichte die Single Nummer eins in Dänemark, Spanien und Rumänien und war in den Top-10 vieler Länder, darunter Belgien, Finnland, Deutschland, Ungarn, Irland, Italien, Niederlande und Norwegen, vertreten.
Aufgrund der guten Verkaufszahlen und günstiger Prognosen wurde Slow auch in den Vereinigten Staaten veröffentlicht. Der Song wurde dort ihre dritte Veröffentlichung und erreichte die Billboard Hot 100 (Hot Dance Club Songs).
| ChartsChartplatzierungen       | Höchstplatzierung | Wochen |
| ------------------------------ | ----------------- | ------ |
| Australien (ARIA)              | 1 (11 Wo.)        | 11     |
| Deutschland (GfK)              | 8 (9 Wo.)         | 9      |
| Österreich (Ö3)                | 20 (13 Wo.)       | 13     |
| Schweiz (IFPI)                 | 18 (11 Wo.)       | 11     |
| Vereinigte Staaten (Billboard) | 91 (3 Wo.)        | 3      |
| Vereinigtes Königreich (OCC)   | 1 (14 Wo.)        | 14     |

| ChartsJahrescharts (2004) | Platzierung |
| ------------------------- | ----------- |
| Australien (ARIA)         | 59          |

### Auszeichnungen für Musikverkäufe
| Land/Region                  | Auszeichnungen für Musikverkäufe (Land/Region, Auszeichnung, Verkäufe) | Verkäufe |
| ---------------------------- | ---------------------------------------------------------------------- | -------- |
| Australien (ARIA)            | Platin                                                                 | 70.000   |
| Vereinigte Staaten (RIAA)    | —                                                                      | 63.000   |
| Vereinigtes Königreich (BPI) | Silber                                                                 | 200.000  |
| Insgesamt                    | 1× Silber · 1× Platin ·                                                | 333.000  |

Hauptartikel: Kylie Minogue/Auszeichnungen für Musikverkäufe